# Boeing Vertol YUH-61
O Boeing Vertol YUH-61 (pela Boeing: Modelo 179) era um helicóptero militar utilitário bimotor de porte médio. O YUH-61 foi vice-campeão na competição UTTAS (Utility Tactical Transport Aircraft System) do Exército dos Estados Unidos no início dos anos 1970 para substituir o helicóptero Bell UH-1 Iroquois. No final do programa fly-off, a Sikorsky recebeu um contrato para desenvolver e construir o UH-60A.

## Desenvolvimento
Sob um contrato assinado em agosto de 1972, a Boeing Vertol projetou e entregou três protótipos para competir no programa UTTAS. Quando a Boeing falhou em vencer a competição do Exército, ela depositou suas esperanças em receber encomendas civis e ganhar o programa LAMPS III da Marinha dos Estados Unidos. No final, uma variante do projeto da Sikorsky, o SH-60B, ganhou o contrato da Marinha e as encomendas civis recebidas foram canceladas.
O design do Boeing Vertol AAH era único, pois a tripulação estava sentada em uma configuração em tandem lateralmente escalonada.

## Projeto
O YUH-61 foi projetado para atender aos requisitos da UTTAS, que exigiam maior confiabilidade, capacidade de sobrevivência e menores custos de ciclo de vida, resultando em helicópteros bimotores com desempenho aprimorado em altas altitudes e um design modular (área de manutenção reduzida); caixas de engrenagens de funcionamento a seco; subsistemas redundantes e blindados (controles hidráulicos, elétricos e de voo); tripulação (blindada) e assentos de tropas resistentes ao choque; trem de pouso principal oleo de estágio duplo; estrutura principal balisticamente tolerante e resistente ao choque; sistemas de rotor principal e de cauda mais silenciosos e robustos; e um sistema de combustível à prova de choque e balisticamente tolerante.
A exigência do helicóptero ser capaz de ser transportado a bordo do C-130 limitava a altura e o comprimento da cabine. Isso também resultou na montagem do rotor principal muito próximo ao teto da cabine.

## Especificações

### Características gerais
Tripulação: 2 pilotos (mínimo)
Capacidade: 14–20 passageiros
Comprimento: 18,5 metros
Altura: 4,72 metros
Carga vazia: 4,4 toneladas
Peso máximo de decolagem: 8 toneladas
Motor: 2 x General Eletric T700, 1145 kW cada

### Performance
Velocidade máxima: 155 nós (286 km/h)
Alcance de combate: 600 km (320 milhas náuticas)